# Vallègue
Vallègue (okzitanisch: Valèga) ist eine französische Gemeinde mit 505 Einwohnern (Stand: 1. Januar 2022) im Département Haute-Garonne in der Region Okzitanien (vor 2016 Midi-Pyrénées). Sie gehört zum Arrondissement Toulouse und zum Kanton Revel. Die Einwohner werden Valléguois genannt.

## Lage
Vallègue liegt in der Kulturlandschaft Lauragais, 30 Kilometer südöstlich der Innenstadt von Toulouse. Umgeben wird Vallègue von den Nachbargemeinden Saint-Vincent im Norden, Lux im Osten, Avignonet-Lauragais im Süden, Villefranche-de-Lauragais im Südwesten und Westen, Montgaillard-Lauragais im Westen sowie Trébons-sur-la-Grasse im Nordwesten.

## Bevölkerungsentwicklung
| Jahr                       | 1962 | 1968 | 1975 | 1982 | 1990 | 1999 | 2006 | 2013 | 2020 |
| Einwohner                  | 158  | 164  | 192  | 244  | 267  | 383  | 428  | 527  | 517  |
| Quellen: Cassini und INSEE |      |      |      |      |      |      |      |      |      |

## Sehenswürdigkeiten

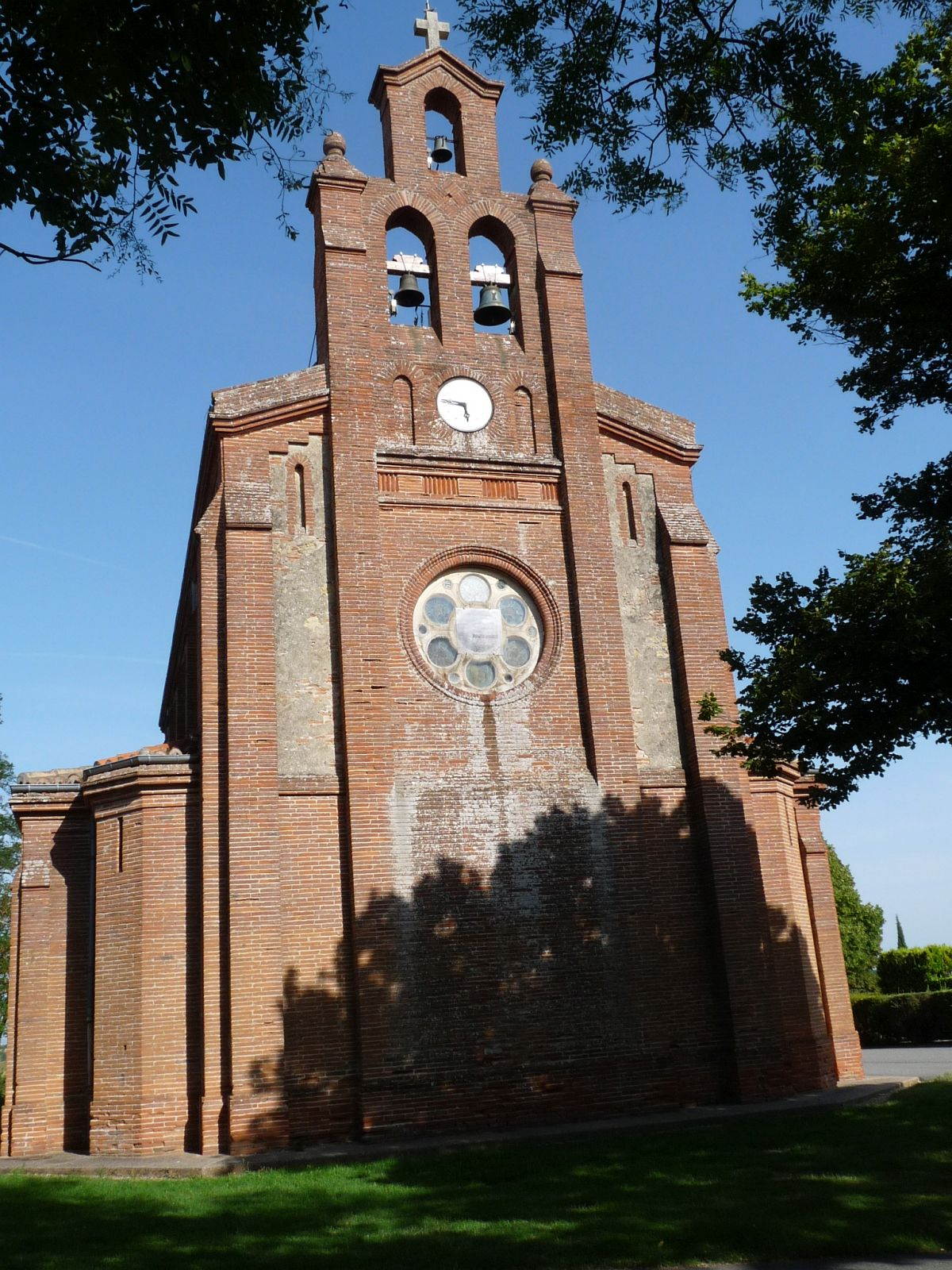
Kirche Saint-Étienne
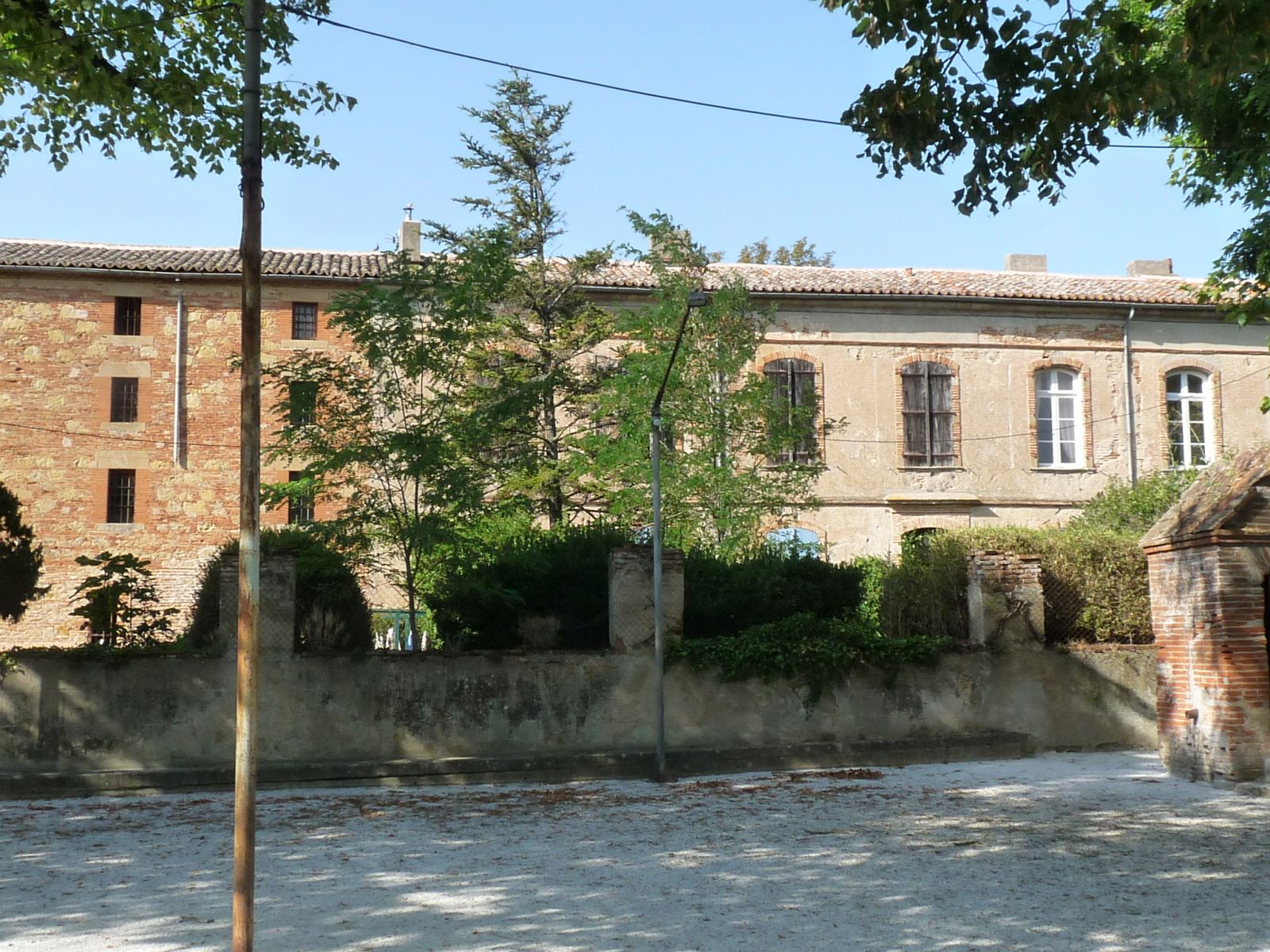
Schloss Vallègue

- Kirche Saint-Étienne
- Schloss Vallègue